# François Chabot
François Chabot (ur. 23 października 1756 w Saint-Geniez-d’Olt, zm. 5 kwietnia 1794 w Paryżu) – francuski polityk czasów rewolucji. Jeden z głównych aktorów słynnego skandalu związanego z fałszerstwem dekretu o likwidacji Kompanii Indyjskiej.

## Przed rewolucją
Chabot urodził się w rodzinie kucharza. W 1772 r. wstąpił do zakonu kapucynów w Rodez. Złożył śluby wieczyste, jednak już wtedy interesował się polityką, na miarę możliwości zakonnika. Przyłapany na lekturze oświeceniowych filozofów w 1788 r. otrzymał formalny zakaz spowiadania. Rok później zaczął pracę w parafii w miejscowości Blois.

## Rewolucja
Po uchwaleniu konstytucji cywilnej kleru Chabot natychmiast złożył przysięgę na wierność państwu. Współorganizował pierwszą filię klubu jakobinów w Rodez, został wybrany deputowanym do Legislatywy, gdzie zaliczał się do skrajnej lewicy. Zaczął również aktywnie uczestniczyć w pracach klubu kordelierów, gdyż uznał stołeczny klub jakobinów za niewystarczająco radykalny.
Bez problemu uzyskał wybór na członka Konwentu, gdzie reprezentował departament Loir-et-Cher, a następnie został powołany do Komitetu Bezpieczeństwa Powszechnego. Głosował za śmiercią Ludwika XVI i przeciwko wnioskowi o ukaranie uczestników masakr wrześniowych. Choć nadal należał do parlamentarnych ultraradykałów, prowadził hulaszczy tryb życia i miał rozliczne romanse. Uczestnicząc w sprawach gospodarczych podejmowanych przez Komitet Bezpieczeństwa Powszechnego, uwikłał się również w do dziś niewytłumaczone do końca malwersacje finansowe.
W marcu 1793 r. Chabot oraz Jean Baptiste Bo zostali wysłani przez Konwent do Aveyron w charakterze komisarzy, powołanych w celu dokonania poboru do wojska oraz krzewienia nastrojów rewolucyjnych na prowincji. Chabot nie tylko zrealizował powierzone mu zadanie, ale również opodatkował bogatych mieszkańców regionu i zainspirował szereg wystąpień antyreligijnych. Misję zakończył 5 maja 1793 r., by rozpocząć następną, w Tuluzie, gdzie jego działalność miała podobny charakter.
Jesienią 1793 jego pozycja polityczna poważnie spadła w związku z wychodzeniem na jaw kolejnych malwersacji finansowych. W listopadzie Konwent Narodowy zorientował się w fałszerstwie dekretu likwidacyjnego Kompanii Indyjskiej w zamian za łapówkę od jej akcjonariuszy. Chabot, znany z hulaszczego trybu życia, został od razu głównym podejrzanym. 14 października Philippe Fabre d’Églantine oskarżył go dodatkowo o udział w spisku mającym na celu ratowanie uwięzionej królowej. Chabot został usunięty z Komitetu Bezpieczeństwa, a następnie aresztowany 17 listopada tego samego roku. Usiłował ratować się, twierdząc, że sprawa Kompanii była w rzeczywistości o wiele szerszym spiskiem politycznym. Taka linia obrony nie przyniosła jednak rezultatu; Chabot został osądzony razem z dantonistami (wbrew ich protestom), chociaż formalnie nie był z nimi związany w swojej działalności politycznej. Włączenie go do procesu miało skompromitować Dantona i potwierdzić w oczach społeczeństwa krążące pogłoski o jego związkach z aferami finansowymi, zwłaszcza sprawą dekretu likwidacyjnego Kompanii Indyjskiej.
Chabot został skazany na karę śmierci i zgilotynowany 5 kwietnia 1794 r.